# Седжвик, Теодор
Теодор Седжвик (англ. Theodore Sedgwick; 9 мая 1746 — 24 января 1813) — американский государственный и политический деятель XVIII века. Делегат Континентального конгресса, члена Сената США от штата Массачусетс. Занимал должность 4-го спикера палаты представителей США, впоследствии занял пост судьи Верховного суда штата Массачусетс.

## Ранняя жизнь и образование
Теодор Седжвик родился 9 мая 1746 года в городе Уэст-Хартфорд в колонии Коннектикут в семье Бенджамана Седжвика. Его предок-иммигрант по отцовской линии генерал-майор Роберт Седжвик прибыл в 1636 году в колонию Массачусетского залива в рамках переселения пуритан в Северную Америку.
Седжвик учился в Йельском колледже, где он изучал богословие и право. Ему не удалось закончить обучение, но он продолжил изучать право под руководством Марка Хопкинса. Хопкинс был дедушкой Марка Хопкинса, который позже стал президентом колледжа Уильямса.

## Ранняя карьера
В 1766 году Седжвик был принят в адвокатуру и начал юридическую практику в городе Грейт-Баррингтоне, штат Массачусетс. Впоследствии он переехал в город.
Во время Войны за независимость США он служил в Континентальной армии в звании майора. Седжвик принимал участие в экспедиции в Канаду, а также участвовал в сражении при Уайт-Плейнс в 1776 году.

## Дело о свободе
Будучи относительно молодым юристом Седжвик и его коллега Таппинг Рив выступили в окружном суде по делу Бром и Бетт против Эшли (1781 г.), защищая рабов Элизабет Фриман (известная как Бетт) и Брома. Бетт была чёрной рабыней, сбежавшей от своего хозяина, полковника Джона Эшли из Шеффилда, штат Массачусетс из-за жестокого обращения со стороны его жены. Бром присоединился к ней в иске о свободе от Эшли. Адвокаты оспорили их порабощение в соответствии с новой конституцией штата 1780 года, в которой говорилось, что «все люди рождаются свободными и равными». Жюри суда согласилось с доводами адвокатов и постановило, что Бетт и Бром свободны. Решение было оставлено без изменения Верховным судом штата.
Бетт отметила свою свободу, взяв имя Элизабет Фриман. Также она решила работать в доме Седжвик за предложенную им заработную плату, где она помогала воспитывать его нескольких детей. В итоге проработала там большую часть своей жизни, купив отдельный дом для себя и своей дочери после того, как дети Седжвика выросли.
После смерти Фриман семья Седжвиков похоронили её на кладбище Стокбридж в Седжвикском пироге, семейном захоронении. Семья также отметила могилу Фримен памятником с надписью. Она захоронена рядом с могилой их четвёртого ребёнка, писательницы Катарины Марии.

## Политическая карьера
Приверженец Федералистской партии Седжвик начал свою политическую карьеру в 1780 году в качестве делегата Континентального конгресса. Он был избран представителем в государственной палате, а затем стал сенатором штата. В 1870 году стал членом-учредителем Американской академии искусств и наук.
В 1789 году Седжвик был избран представителем в Конгресс от первого избирательного округа Массачусетса. Впоследствии он также стал представлять второй округ Массачусетса. В 1796 году он был избран в Сенат США. В 1799 году он был повторно избран в состав Сената США. Кроме того он избран пятым спикером палаты представителей США.
В 1802 году Седжвик был назначен судьей Верховного суда штата Массачусетс. Он занимал данную должность до самой смерти.

### Политические отношения с президентом США Джоном Адамсом
Как делегат Второго Континентального Конгресса и массачучетский адвокат и политик, Седжвик был близко знаком Джоном Адамсом. В начале Седжвик очень восхищался Адамсом, а также работал в его избирательной кампании в 1796 году. Он присутствовал на приведении Адамса к присяге в качестве президента США 4 марта 1797 года. Седжвик назвал инаугурацию Адама «самым величественным и грандиозным» мероприятием, на котором он когда-либо присутствовал. Однако во время работы Адамса на должности президента США возникали различные политические кризисы (в том числе Квазивойна). Когда Седжвик узнал о назначении и миссии эмиссаров, он писал о «тщеславном, ревнивом и полубезумном уме Джона Адамса, человека, правившего только по прихоти».
По иронии судьбы, несмотря на такие отношения, утром 4 марта 1801 года Адамс (в последний день своего президентского срока) и Седжвик (на следующий день после выхода на пенсию и окончания срока полномочий в качестве спикера Палаты представителей США) вместе совершили поездку в карете из Вашингтона в Массачусетс.

## Браки и дети
В 1767 году Седжвик женился на Элизабет Мейсон, дочери дьякона из Франклина, штат Коннектикут. В 1771 году Седжвик заболел оспой, которую он передал своей жене, которая на тот момент была беременна первым ребёнком пары. Она умерла от болезни 12 апреля 1771 года на восьмом месяце беременности
17 апреля 1774 года Седжвик женился во второй раз на Памеле Дуайт из семьи Дуайтов, происходящих из Новой Англии. Она была дочерью бригадного генерала Джозефа Дуайта из Грейт-Баррингтона и его второй жены Эбигейл Уильямс Сарджент. В свою очередь Эбигейл была дочерью полковника Эфраима Уильямса и сводной сестрой Эфраима Уильямса- младшего, основателя колледжа Уильямс.
У Седжвиков было десять детей, трое из которых умерли в течение года после рождения, что отражает высокий уровень младенческой смертности того времени. Дети рождённые в период брака:

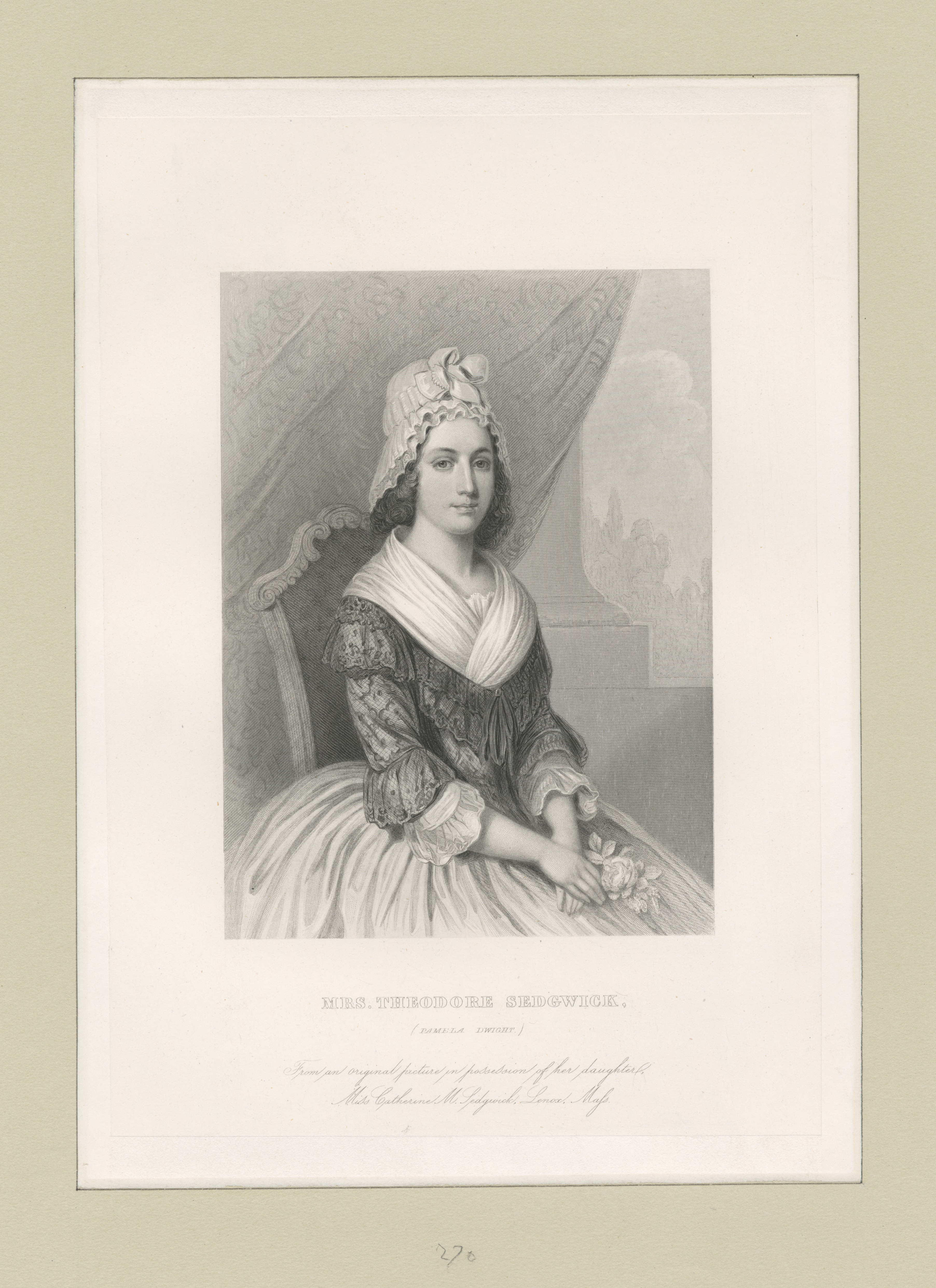
Памела Дуайт (2-я жена)

1. Элизабет Мейсон Седжвик (30 апреля 1775-15 октября 1827).
2. Ребёнок умер при рождении 27 марта 1777 года.
3. Фрэнсис Памела Седжвик (6 мая 1778 — 20 июня 1842)
4. Теодор Седжвик II[англ.] (9 декабря 1780—1839) женился на авторе детских книг Сьюзен Энн Ливингстон; их сын Теодор Седжвик был юристом и писателем.
5. Кэтрин Седжвик (11 июля 1782 — 3 марта 1783).
6. Генри Дуайт Седжвик (18 апреля 1784 — 1 марта 1785).
7. Генри Дуайт Седжвик (22 сентября 1785 — 23 декабря 1831), его внук был юристом и писателем Генри Дуайтом Седжвиком III.
8. Роберт Седжвик (6 июня 1787 — 2 сентября 1841) юрис, женился на Элизабет Дана Эллери, внучке Уильяма Эллери, подписавшего Декларацию независимости.
9. Кэтрин Мария Седжвик (28 декабря 1789 — 31 июля 1876) стала одной из первых известных писательниц в США.
10. Чарльз Седжвик (15 декабря 1791 — 3 августа 1856) стал секретарем Верховного суда Массачусетса. Его внуком был анатом Чарльз Седжвик Майнот.

Во время брака Седжвик часто оставлял жену и детей в их доме в Стокбридже, штат Массачусетс. В то время как он сосредоточился на построении своей политической карьеры. Его частые отлучки в сочетании со смертью троих детей и заботой о многочисленных детях (хотя и с помощью её матери и множества слуг и рабов) привели к ухудшению физического и психического здоровья Памелы. После смерти матери Памелы в феврале 1791 года у неё началась депрессия и признаки гипомании. В декабре 1795 года она была помещена в лечебницу на какое-то время, но её физическое и психическое здоровье продолжало ухудшаться в годы после освобождения. В результате 20 сентября 1807 глда она покончила жизнь самоубийством, приняв яд.
Примерно через восемь месяцев после смерти Памелы Седжвик объявил о своем намерении жениться на Пенелопе Рассел. Рассел была старшей из десяти детей (шестеро из которых умерли) доктора Чарльза и Элизабет (урожденная Вассал) Рассел. Чарльз Рассел был врачом, получившим образование в Гарвардском университете, который в 1771 году был назначен регистратором при вице-адмиральском суде. Отец Элизабет Вассалл Генри был известным плантатором на Ямайке и оставил своим детям значительное наследство. Расселы и Вассалы были стойкими лоялистами, которые искали убежища в Англии и на Антигуа во время Войны за независимость. Седжвик и Рассел встретились, когда он представлял её дядю, Уильяма Вассалла, в деле о справедливости, которое он возбудил против штата Массачусетс, чтобы вернуть себе дома и землю, конфискованные штатом во время войны.
Дети Седжвика были напуганы и обижены тем, что их отец планировал так быстро жениться после смерти их матери Памелы. Они также не одобряли «мисс Рассел», которую считали расточительной, которая интересовалась только состоянием Седжвика. Против воли своих детей, Седжвик 7 ноября 1808 года женился на Расселе в Королевской часовне в Бостоне. Никто из детей Седжвика не был проинформирован о свадьбе и не присутствовал на ней. Теодор Седжвик и Пенелопа Рассел оставались в браке вплоть до смерти Седжвика в январе 1813 года.

## Смерть
Находясь на смертном одре, Седжвик обратился в унитаризм с дочерью Катариной Марией и Уильямом Эллери Ченнинг. 24 января 1813 года Седжвик умер в Бостоне, штат Массачусетс, в возрасте 66 лет. Он был похоронен в Стокбридже, штат Массачусетс . Его могила находится в центре Седжвикского участка.